# Maestro del Polittico della Cappella Medici
Il Maestro del Polittico della Cappella Medici (fl. XIV secolo) è stato un pittore italiano, attivo nella prima metà del Trecento.

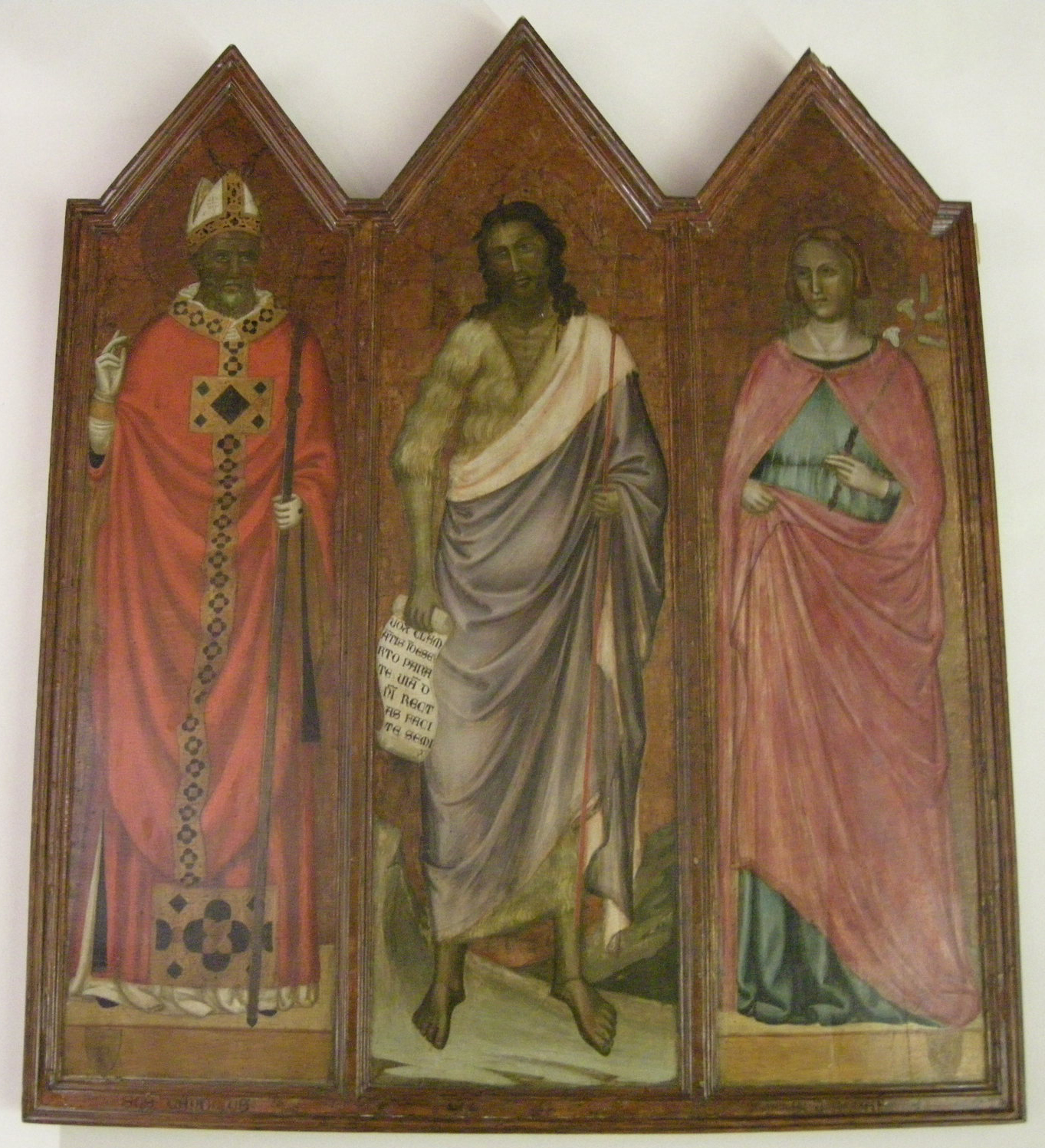
San Giovanni Battista tra i santi Zanobi e Reparata, Museo dell'Opera del Duomo, Firenze

Questa personalità artistica venne individuata da Richard Offner a partire da un polittico nella Cappella Medici (o cappella del Noviziato) nella basilica di Santa Croce a Firenze, i cui frammenti sono confluiti, nell'Ottocento, in quel discutibile pastiche del polittico dell'altare maggiore della basilica, ancora oggi visibile (in particolare le cuspidi). 
Lo stile di questo maestro anonimo si caratterizza per la vena miniaturistica ma sintetica, parallela a quella di Giotto e dei suoi seguaci. Analogamente ad artisti come il Maestro della Santa Cecilia, Jacopo del Casentino o Bernardo Daddi, questo anonimo maestro ha vivaci accenti descrittivi, riscontrabili in alcune opere di piccolo formato, come il tabernacolo portatile del Museo Horne a Firenze.